# Manzaneda
Manzaneda è un comune spagnolo di 1 198 abitanti situato nella comunità autonoma della Galizia.